# Mummies van Guanajuato

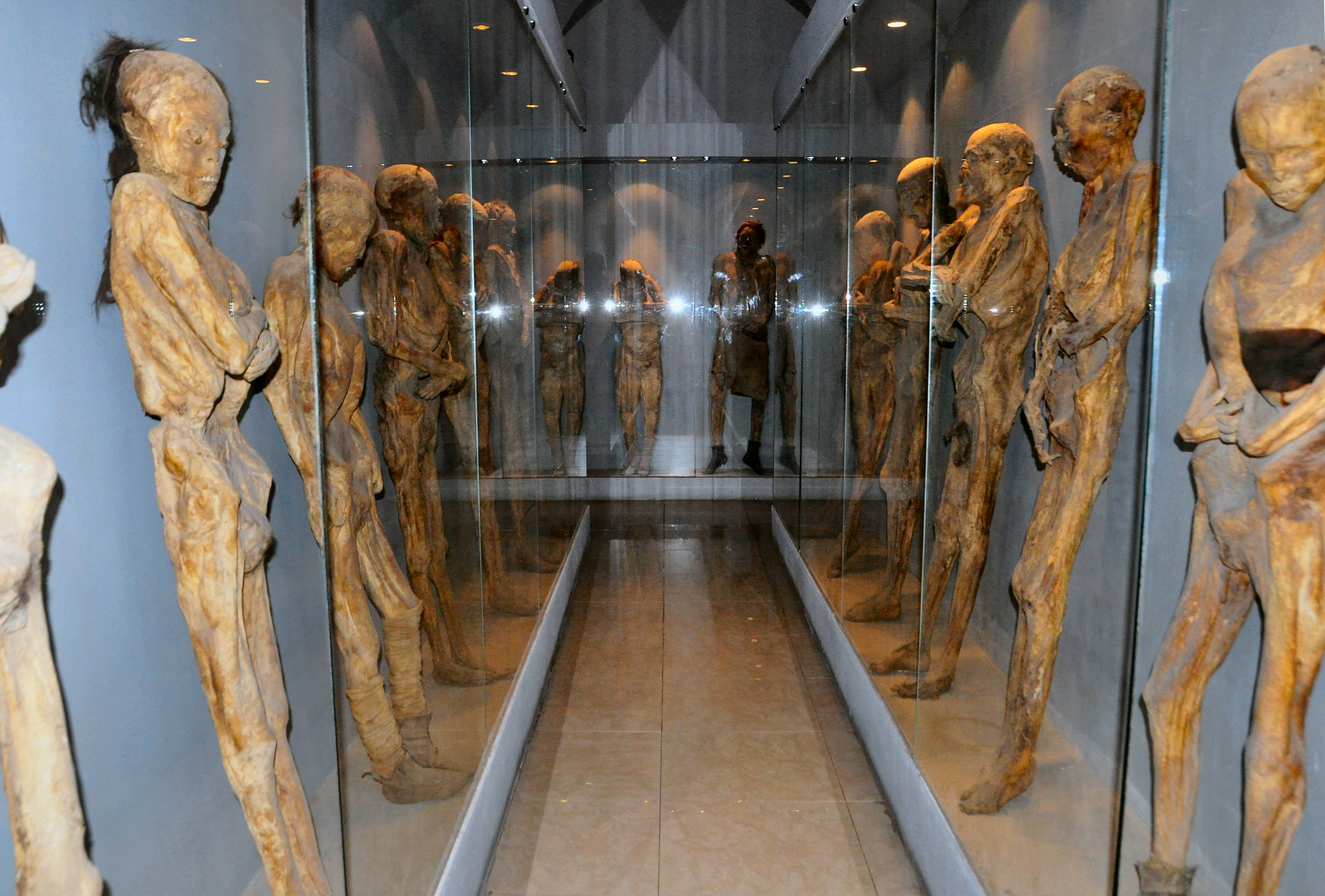
Enkele mummies in het Museo de Las Momias.

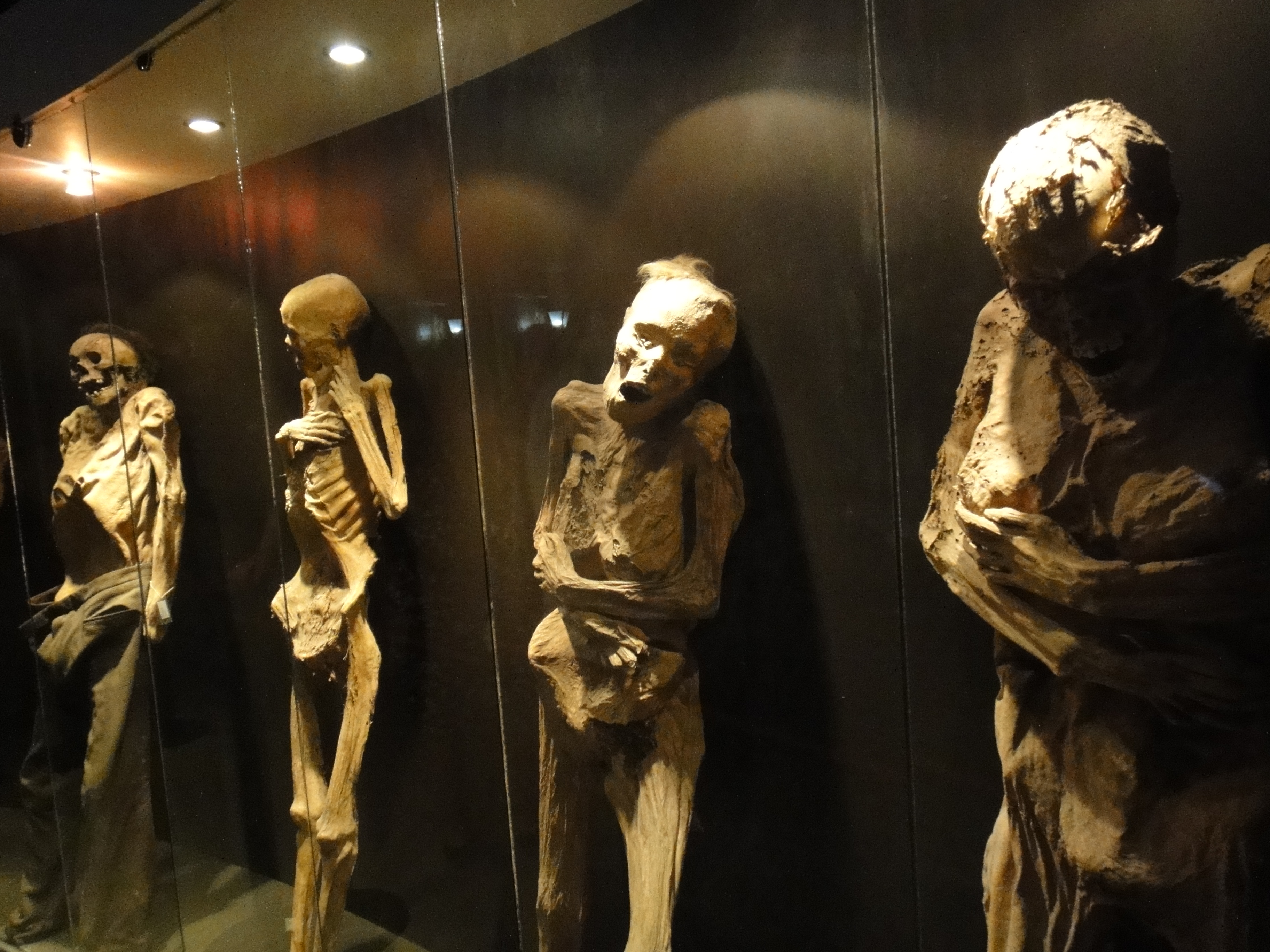
Mummies van Guanajuato

De mummies van Guanajuato zijn enkele gemummificeerde lichamen die begraven werden tijdens een cholera-epidemie in 1833 nabij de stad Guanajuato te Mexico. De mummies werden ontdekt op een begraafplaats in de stad, sindsdien is het een van de grootste toeristische attracties van het land.
De lichamen van de slachtoffers van de cholera-epidemie werden vanaf 1865 opgegraven, omdat vanaf toen betaald moest worden door de nabestaanden om de plaats op de begraafplaats te behouden. Twee procent van deze opgegraven lichamen waren op een natuurlijke wijze gemummificeerd. Deze mummies werden in een gebouw bij de begraafplaats geplaatst en vanaf 1900 lokten ze heel wat toeristen, daarom begon men enkele peso's te vragen om de mummies te mogen bezichtigen. Het gebouw kreeg de naam El Museo De Las Momias en daarmee werd het een echt museum. Een wet uit 1958 verbood het opgraven van nog meer lichamen, maar de mummies in het museum staan er nog steeds.

## Geschiedenis
Wegens de aanhoudende epidemie moesten in San Cayetano en Canada de Marfil meer begraafplaatsen geopend worden. Veel van de doden werden onmiddellijk begraven om de ziekte meteen weg te krijgen. Doordat dit zo snel gebeurde, werden sommige zieken al begraven terwijl zij nog leefden. Dat verklaart het feit dat sommige van de mummies nog sterke gelaatsuitdrukkingen vertonen. Een van de verbrande mummies is Ignacia Aguilar. Zij leed aan een ernstige ziekte waarbij haar hart weleens langere tijd stopte met slaan. Op een bepaalde dag leek haar hart langer stil te staan en werd ze dus doodverklaard en begraven. Toen het lichaam opgegraven werd, zag men dat ze in haar arm had gebeten.
De eerste mummie werd in 1865 tentoongesteld. Het was het lichaam van dr. Remigio Leroy. Het museum bevindt zich boven de plaats waar de eerste mummies werden ontdekt. Mummies van verschillende grootte kunnen er bezichtigd worden. Het museum staat er om bekend de kleinste mummie ter wereld in zijn bezit te hebben. Het is de foetus van een zwangere vrouw die stierf aan cholera. Bij sommige mummies is nog te zien welke kleren ze aan hadden bij hun begrafenis. In totaal staan er 119 mummies tentoongesteld, van ouderen tot kinderen.
In 2007 nodigde de burgemeester van Guanajuato drie wetenschappers uit om een onderzoek uit te voeren op 22 van de mummies.

## Populaire cultuur
In de film Santo vs. The Mummies of Guanajuato (1970) spelen de mummies een rol. Auteur Ray Bradbury bezocht de catacomben van Guanajuato en schreef er een kort verhaal over: "Next In Line". Op het einde van de jaren 70 gebruikte filmmaker Werner Herzog de mummies in zijn film Nosferatu: Phantom der Nacht. Toyah Willcox schreef een lied in 1980 over de mummies genaamd "Mummies".